# ムイズッディーン・バフラーム・シャー
ムイズッディーン・バフラーム・シャー（Muiz ud din Bahram Shah, 1205年以降 - 1242年5月15日）は、北インドのデリー・スルターン朝、奴隷王朝の第6代君主（在位：1240年 - 1242年）。第3代君主であるシャムスッディーン・イルトゥトゥミシュの息子にあたる。

## 生涯
1240年、姉のラズィーヤが遠征中に反乱でとらえられたことにより、弟であるバフラーム・シャーがデリーでトルコ系貴族ら擁立された。その後、デリーに進軍してきた姉の軍勢を破り、バフラーム・シャーの地位は確固としたものとなった。
だが、バフラーム・シャーはトルコ系遺族がラズィーヤに対抗するために擁立されたにすぎず、その実権はチェハルガーニーの一人で摂政マリク・イフティヤールッディーン・アイトゥキーンに握られていた。アイトゥキーンはバフラーム・シャーの妹と結婚したばかりか、象を保有し、自邸の前で日に3日音楽を演奏させるなど、あたかも事実上の王であるかのように振る舞った。
バフラーム・シャーはアイトゥキーンの横暴に耐え切れなくなり、その暗殺を計画して実行した。だが、別の有力者バドルッディーン・スンカルが権力を握り、彼の打倒を計画した。のち、スンカルの計画は露見するところとなり、バフラーム・シャーは彼と賛同者数人を殺害した。
そうしたなか、1241年冬にオゴデイ・ハーンの派遣したモンゴル軍が北インドに侵攻し、多数の人々が虐殺されるところとなった。バフラーム・シャーはこれに応戦するため、チェハルガーニーらにトルコ系貴族にデリーから出陣させたが、彼らは自分たちを死なせているのだと思い込み、デリーへと帰還した。こうして、デリーはトルコ系貴族に3か月にわたり包囲されたのち、1242年5月に攻略されてしまい、バフラーム・シャーは投獄され、同月15日に殺害された。
バフラーム・シャーが投獄された際、マリク・イズッディーン・バルバンという人物が王位を宣しているが、これはチェハルガーニーには認められず、彼の一人芝居に終わった。